# Popcultuur
Popcultuur (afkorting van populaire cultuur) is de verzameling van culturele ideeën en ervaringen die heersen in een groot deel van de samenleving. Het is de cultuur die bij de meeste mensen bekend is en omvat onder meer de populaire muziek, literatuur, mode en trends.
Popcultuur is een zeer breed begrip. Ze is internationaal en uitingen ervan zijn overal aanwezig: op straat, op de tv, op het internet, op podia, in tijdschriften, enzovoort.
Popular culture studies is de academische discipline die de populaire cultuur bestudeert vanuit het perspectief van de kritische theorie. Zij wordt beschouwd als een combinatie van communicatiewetenschap en culturele studies.